# Andrea Riccardi
Andrea Riccardi (n. 16 ianuarie 1950, Roma) este un profesor de istorie contemporană la Universitatea din Roma, fondator al Comunității Sant'Egidio și laureat al Premiului Carol cel Mare. Între anii 2011-2013 a fost ministru fără portofoliu în cabinetul Mario Monti, responsabil cu cooperarea internațională.
În 1982, după ce a fost luat ostatec în Războiul din Liban, a reușit să obțină pentru creștinii din Liban dreptul de întoarcere în țara lor. Andrea Riccardi a fost unul din cei patru mediatori la tratativele de pace din Mozambic, tratative care au început în iunie 1990 și s-au terminat cu semnarea acordului de pace din 4 octombrie 1992.
Riccardi a fost de asemenea mediator în mai multe situații de criză din Balcani, mai ales în Kosovo. În februarie 2015 s-a întâlnit cu Angela Merkel în vederea unei eventuale medieri a crizei din Ucraina.
Profesorul Riccardi este un promotor al dialogului și înțelegerii între culturi și religii.

## În România
În data de 24 mai 2011 a susținut o conferință în aula magna a Palatului Patriarhiei din București.

## Publicații (selecție)
- Mediterraneo. Cristianesimo e Islam tra coabitazione e conflitto, Guerini e Associati, 1997.
- Dialoghi di fine millennio. Arrigo Levi, Andrea Riccardi, Eugenio Scalfari si confrontano con Carlo Maria Martini, Rizzoli, 1999.
- Il secolo del martirio. I cristiani nel Novecento, Mondadori, 2000.
- Pio XII e Alcide De Gasperi. Una storia segreta, Laterza, 2003.
- Il «partito romano». Politica italiana, Chiesa cattolica e Curia romana da Pio XII a Paolo VI, Morcelliana, 2007.
- L' inverno più lungo. 1943-44: Pio XII, gli ebrei e i nazisti a Roma, Laterza, 2008.
- Giovanni Paolo II. La biografia, San Paolo, 2011.